# Чемпионат Европы по софтболу среди мужчин 2003
6-й чемпионат Европы по софтболу среди мужчин 2003 проводился в городе Хоцень (Чехия) с 21 по 26 июля 2003 года с участием 8 команд.
В Чехии мужской чемпионат Европы проводился в 3-й раз, в городе Хоцень — впервые. Три лучшие команды получали квалификацию на чемпионат мира 2004.
Чемпионом Европы стала (в 3-й раз в своей истории) сборная Нидерландов, победив в финале сборную Чехии. Третье место заняла сборная Великобритании.
Впервые в чемпионате Европы участвовала сборная Хорватии.

## Итоговая классификация
| Место | Команда        |
| ----- | -------------- |
| 1     | Нидерланды     |
| 2     | Чехия          |
| 3     | Великобритания |
| 4     | Дания          |
| 5     | Бельгия        |
| 6     | Словакия       |
| 7     | Израиль        |
| 8     | Хорватия       |

     Команды, квалифицированные на чемпионат мира 2004